# Budkovice (Pertoltice)
Budkovice (německy Budkowitz) jsou malá vesnice, část obce Pertoltice v okrese Kutná Hora. Nachází se asi jeden kilometr severozápadně od Pertoltic. V údolí jihovýchodně od osady protéká Ostrovský potok, který je pravostranným přítokem řeky Sázavy.
Budkovice leží v katastrálním území Pertoltice u Zruče nad Sázavou o výměře 3,88 km².

## Historie
První písemná zmínka o vesnici pochází z roku 1382.

## Fotogalerie

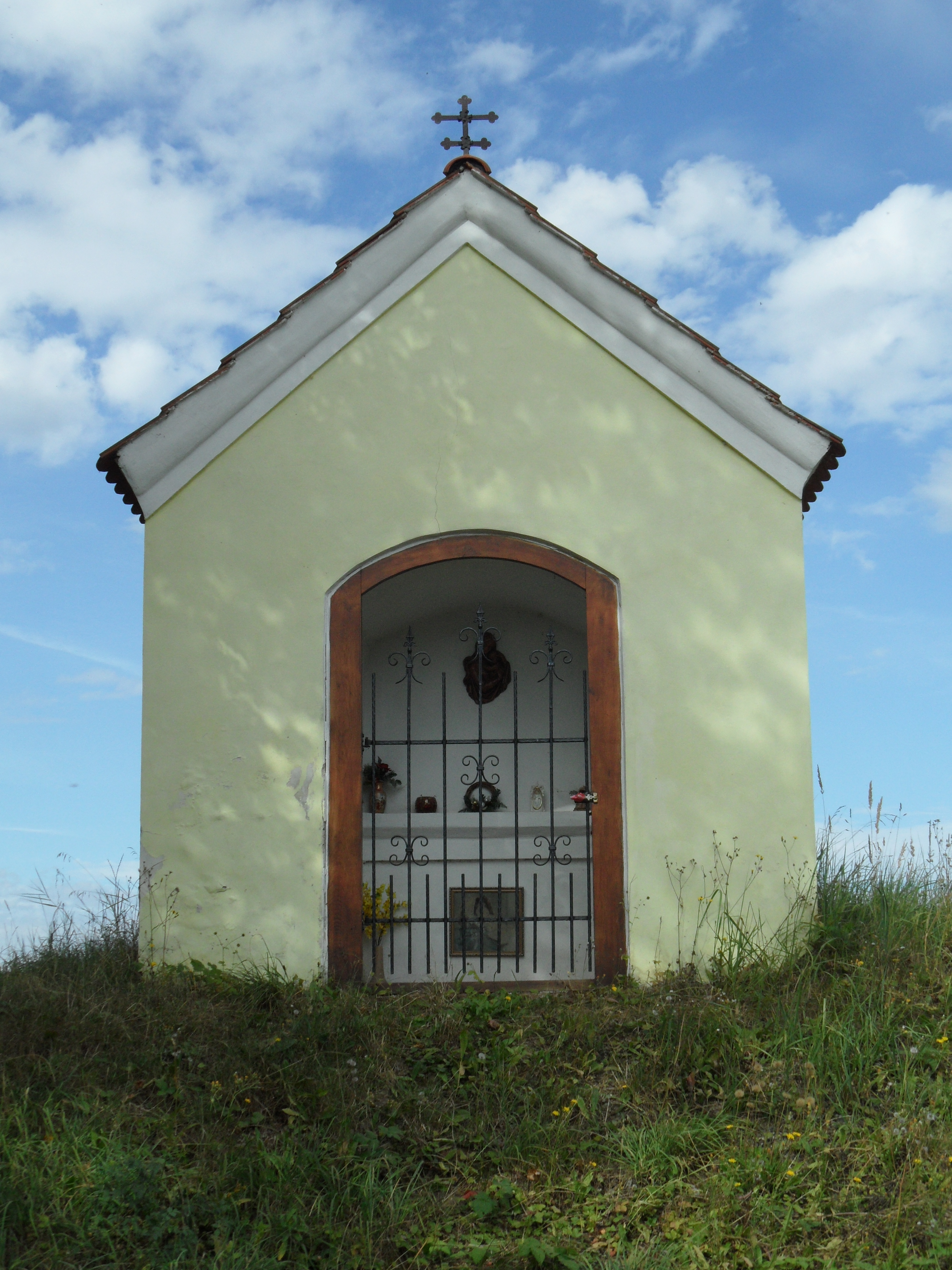
Kaplička
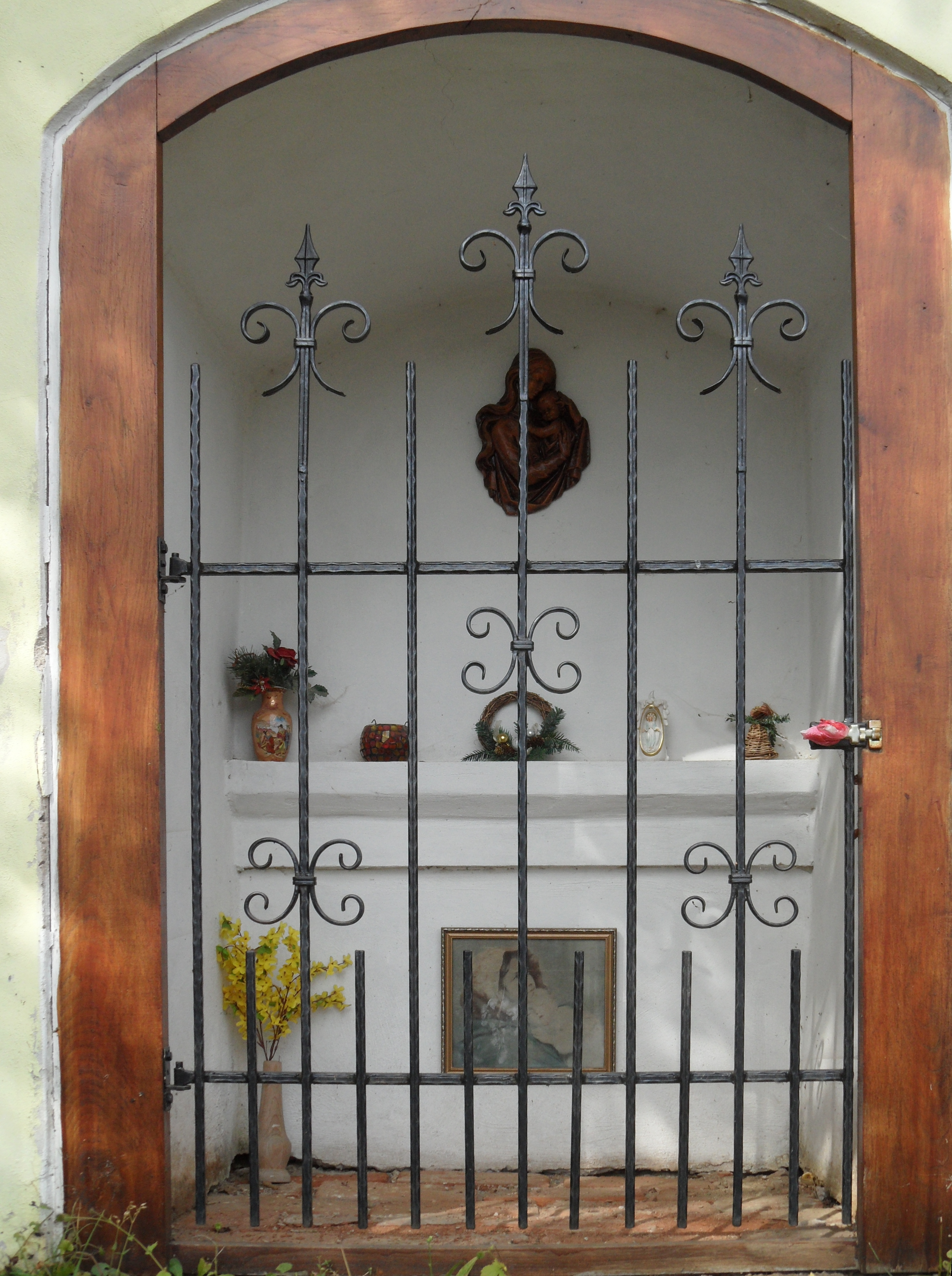
Kaplička: detail
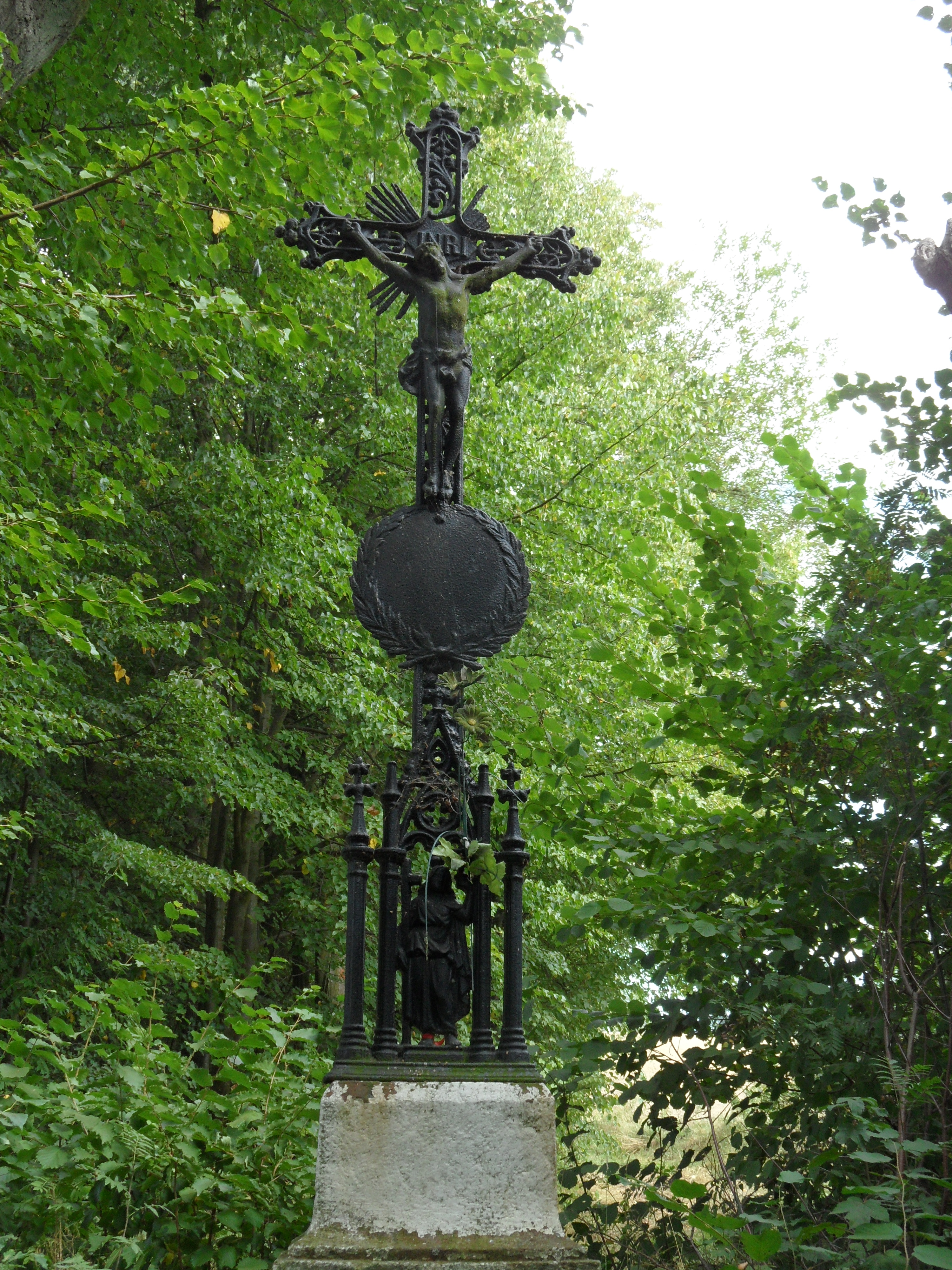
Detail křížku